# ギニアビサウ・クレオール語
ギニアビサウ・クレオール語(Kriol, Crioulo)は、おもにギニア・ビサウで使用されている言語。ギニア・ビサウではリングワ・フランカとして通用しており、セネガルでもジガンショールなど一部の地域で使用されている。ポルトガル語をもとにしたクレオール言語である。